# Euphorbia cactus
Euphorbia cactus är en törelväxtart som beskrevs av Christian Gottfried Ehrenberg och Pierre Edmond Boissier. Euphorbia cactus ingår i släktet törlar, och familjen törelväxter. Inga underarter finns listade i Catalogue of Life.